# Дългопипален калмар
Chiroteuthis veranyi е вид главоного от семейство Chiroteuthidae. Видът не е застрашен от изчезване.

## Разпространение и местообитание
Разпространен е в Австралия (Тасмания), Алжир, Ангола, Бразилия, Габон, Испания, Италия, Канада, Мавритания, Мексико, Нова Зеландия (Чатъм), САЩ, Сенегал, Уругвай, Франция и Южна Джорджия и Южни Сандвичеви острови.
Среща се на дълбочина от 30 до 3166 m, при температура на водата от 0,7 до 22,3 °C и соленост 34,3 – 38,7 ‰.